# Дряново (Северна Горуша)
Вижте пояснителната страница за други значения на Дряново.
Дря̀ново или Дрèново (изписване до 1945 година: Дрѣново; на гръцки: Γλυκονέρι, Гликонери, катаревуса: Γλυκονέριον, Гликонерион, до 1928 година Δράνοβο, Драново, катаревуса Δράνοβον, Драновон) е бивше село в Егейска Македония, Гърция, разположено на територията на дем Нестрам (Несторио), област Западна Македония.

## География
Селото се намира в областта Нестрамкол на 27 километра югозападно от град Костур и на 5 километра западно от демовия Нестрам, в северните поли на Грамос, на десния бряг на река Бистрица (наричана тук Белица).

## История

### В Османската империя
Селото е било българско, но в немирните години в края на XVIII век е напуснато от жителите си и в него са заселени гърци качауни от Епир.
В края на XIX век Дряново е голямо село в Костурската каза на Османската империя. Васил Кънчов в своята „Македония. Етнография и статистика“ от 1900 година показва Дряново като села в Костурската каза с 240 българи и 100 гърци, което обаче може и да е другото Дряново, днес Дриовуно.
На Етнографската карта на Битолския вилает на Картографския институт в София от 1901 година Дреново е чисто гръцко село в Костурската каза на Корчанския санджак с 30 къщи.
По данни на секретаря на Българската екзархия Димитър Мишев („La Macédoine et sa Population Chrétienne“) в 1905 година в Дреново има 150 жители гърци и в селото работи гръцко училище. Според Георги Константинов Бистрицки Дряново преди Балканската война има 15 български къщи, но според Георги Христов и 15-те къщи са гръцки.
На етническата карта на Костурското братство в София от 1940 година, към 1912 година Дряново е обозначено като българско селище.

### В Гърция
През Балканската война селото е окупирано от гръцки части и след Междусъюзническата война в 1913 година влиза в Гърция. В 1928 година селото е прекръстено на Гликонерион. Селото се разпада в Гражданската война и е заличено в 1961 година.
| Година    | 1913 | 1920 | 1928 | 1940 | 1951 | 1961 | 1971 | 1981 | 1991 | 2001 | 2011 | 2021 |
| --------- | ---- | ---- | ---- | ---- | ---- | ---- | ---- | ---- | ---- | ---- | ---- | ---- |
| Население | 114  | 119  | 130  | 49   |      |      |      |      |      |      |      |      |

## Личности
Родени в Дряново
- Периклис Бакалис (Περικλής Μπακάλης), гръцки андартски деец, агент от ІІІ ред[9]
- Христос Бакалис (Χρήστος Μπακάλης), гръцки андартски деец, агент от ІІІ ред[9]